# Зоран Чича
Зоран Чича (Београд, 1981) српски је глумац и некадашњи кошаркаш.
Рођен је 1981. године у Београду, тадашња СФРЈ, данашња Србија. Режисер Младен Матичевић га је спазио док је тражио аутентични гето за свој документарни филм. Чича је играо професионалну кошарку у Србији за млађе категорије.

## Глума у филмовима
1. Један на један (2002) као Мачак[3]
2. Кошаркаши (2005) ТВ серија као Реља[3]
3. Coriolanus (2011) као грађанин